# Сільське господарство Франції
Франція є найбільшим виробником сільськогосподарської продукції в Європі (20 % усього виробництва в ЄС). Цьому сприяють чудові агрокліматичні ресурси, використання сучасних технологій та аграрна політика ЄС. Посідає перше місце в ЄС і третє місце в світі за експортом сільськогосподарської продукції. На сільське господарство припадає приблизно 2 % ВВП, на агропромисловий комплекс — понад 4 %. У 2007 році французьке сільське господарство отримало 8 млрд євро європейських субсидій, а аграрний комплекс виробив продукції на 33 млрд євро. У структурі сільського господарства Франції співвідношення рослинництва і тваринництва приблизно однакове.

## Розведення рослин
У рослинництві лідирує зернове господарство. Зональний характер розміщення характерний для посівів пшениці, кукурудзи та ячменю. Значні посіви картоплі та цукрових буряків, у виробництві яких Франція є світовим лідером. Основним районом їх виробництва є Північна Французька низовина, де розташована більшість цукрових заводів. Широко розвинене садівництво і плодівництво.

## Виноградарство
Франція є 2-м за обсягом виробництва винограду в Європі і 4-м у світі. Основним виноробним регіоном є Лангедок. Основна частина врожаю використовується у виноробстві. Експортні марочні вина виробляються в регіоні Бордо, в Шампані, в долині річки Луари. Самі французи віддають перевагу рожевим винам. Заморські території (Мартиніка, Реюньйон) відомі збиранням цукрової тростини та виробництвом з неї рому.

## Тваринництво
Основна галузь тваринництва — м'ясо-молочне тваринництво. Розвинене птахівництво, свинарство, конярство. Франція є одним зі світових лідерів за поголів'ям великої рогатої худоби, свиней, птиці, виробництва молока, яєць, м'яса.

## Риболовля
Рибальські ресурси Франції сильно виснажені. Більшу частину улову в річках і озерах становить штучно розведена форель. У Біскайській затоці добувають сардини, камбалу і оселедець, а також омарів, креветок і молюсків.